# Simon van der Stel

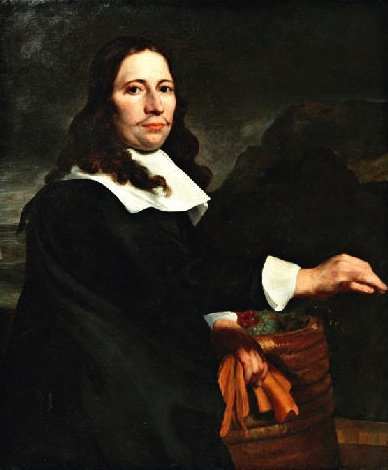
Simon Van Der Stel, Porträt von Pieter van Anraedt

Simon (Symon) van der Stel (* 14. Oktober 1639 auf Mauritius; † 24. Juni 1712 in Constantia; heute Kapstadt) war der erste Gouverneur der Kapkolonie. Er war der Sohn von Adriaan van der Stel, einem Beamten der Niederländischen Ostindien-Kompanie und deren Kommandeur auf Mauritius, und Maria Lievens, die malaiischer Abstammung war. Er heiratete Johanna Jacoba Six (1645–1700). 
1679 wurde er Kommandeur am Kap der Guten Hoffnung. Im Folgenden gründete er zusammen mit einigen anderen die Stadt Stellenbosch („Busch des van der Stel“), die auch nach ihm benannt ist. Ebenso geht 1684 auf ihn die Bildung des Drakenstein-Distrikts zurück. Ein Jahr später veranlasste Simon van der Stel die Erkundung der Kupferlagerstätten im Namaqualand.
Besonders umfangreiche Unterstützung gewährte er den 1688 nach der Aufhebung des Edikts von Nantes in die Kapkolonie geflüchteten Hugenotten, mit deren Bemühungen die Kolonie Natal europäisch besiedelt wurde und andernorts Plantagen, der Weinbau sowie Schulen entstanden. Dies trug ihm den Ruf ein, der Begründer des südafrikanischen Winzertums zu sein. Zudem veranlasste er den Bau der Residenz Groot Constantia.
1691 wurde er zum Gouverneur des Kaps der Guten Hoffnung gewählt. Er wurde 1699 von seinem Sohn Willem Adriaan van der Stel abgelöst. Simon van der Stel verstarb 1712 auf seinem Weingut Groot Constantia.